# А зорі тут тихі (повість)
«А зорі тут тихі» (рос. «А зори здесь тихие») — повість російського радянського письменника Бориса Васильєва, що оповідає про долю п'яти дівчат і їх командира в часи німецько-радянської війни. Написана в 1969 році. Вважається одним з найкращих художніх творів на військову тематику і творів про долю людини на війні.
Повість заснована на реальному епізоді війни, коли семеро солдатів, що після поранення служили на одній з вузлових станцій Кіровської залізниці, завадили німецькій диверсійній групі підірвати колії. У живих залишився тільки сержант, командир групи, якому після війни вручили медаль «За бойові заслуги».

## Сюжет
На 171-й роз'їзд в Карелії прибуло поповнення — два відділення дівчат-зенітниць. Одна з них помічає в лісі двох німецьких диверсантів. Командир Федот Васьков розуміє, що німці планують проникнути лісами до стратегічної залізниці і вирішує їх перехопити. Він збирає групу з п'яти зенітниць і, щоб випередити диверсантів, веде загін одному йому відомою дорогою через болота до скелястої гряди. Однак виявляється, що ворожий загін налічує 16 осіб. Васьков відсилає за допомогою одну з дівчат, яка гине в болоті, та починає переслідувати ворога...

## Екранізації
- А зорі тут тихі — телевізійний фільм Івана Рассомахіна (СРСР, 1970)
- «А зорі тут тихі» — радянський фільм режисера Станіслава Ростоцького (СРСР, 1972);
- «А зорі тут тихі» — китайський телевізійний серіал режисера Мао Вейнін (Китай — Росія, 2005);
- «Peranmai»[en] (там. «Peranmai» — «Доблесть») — індійський фільм (Індія, 2009);
- «А зорі тут тихі» — російський фільм режисера Рената Давлетьярова (Росія, 2015)[2].